# Hedilídeos
Hedilídeos (Hedylidae) é uma família exclusivamente neotropical de insetos da ordem Lepidoptera; antes classificados entre as mariposas, ou traças, da família Geometridae; agora considerados um grupo basal e noturno de borboletas; exibindo vários caracteres especializados associados a várias famílias de borboletas e podendo ter divergido pouco dos seus ancestrais. Tais relações evolutivas confundiram os taxonomistas durante décadas, especialmente depois do ano de 1986 do século XX, quando um estudo baseado em caracteres morfológicos detalhados introduziu "um novo conceito de borboletas" que propunha que Hedylidae era o grupo irmão (parente mais próximo) das "borboletas verdadeiras" (Papilionoidea); com os Hesperioidea sendo um grupo irmão da junção Hedyloidea + Papilionoidea. O táxon foi proposto pelo ex presidente da Société entomologique de France, Achille Guenée, em 1858, sendo monotípico por conter apenas o gênero Macrosoma, classificado por Jacob Hübner, em 1818, ao nomear sua espécie-tipo, Macrosoma tipulata, de importância agrícola para o cultivo do cupuaçu (Theobroma grandiflorum) devido aos danos causados às folhas por suas lagartas.

## Família Hedylidae Guenée, 1858; espécies e distribuição geográfica
Gênero Macrosoma Hübner, 1818; com sete espécies não-descritas; subfamília Hedylinae:
- Macrosoma tipulata Hübner, 1818 Amazônia
- Macrosoma heliconiaria (Guenée, 1858) América Central à Amazônia
- Macrosoma albipannosa (Prout, 1916) Equador e Peru
- Macrosoma semiermis (Prout, 1932) México à Bolívia
- Macrosoma pectinogyna Scoble, 1990 Equador
- Macrosoma leucoplethes (Prout, 1917) Equador
- Macrosoma subornata (W. Warren, 1904) Colômbia ao Peru
- Macrosoma albimacula (W. Warren, 1900) Equador
- Macrosoma rubedinaria (Walker, 1862) Cuba, Jamaica, América Central ao Brasil
- Macrosoma minutipuncta (Prout, 1916) Peru
- Macrosoma coscoja (Dognin, 1900) Equador
- Macrosoma amaculata Scoble, 1990 América Central
- Macrosoma leucophasiata (Thierry-Mieg, 1904) Equador à Bolívia
- Macrosoma ustrinaria (Herrich-Schäffer, 1854) Panamá à Amazônia
- Macrosoma albida (Schaus, 1901) SE Brasil
- Macrosoma napiaria (Guenée, 1858) SE Brasil
- Macrosoma leptosiata (C. Felder & Rogenhofer, 1875) Amazônia
- Macrosoma lamellifera (Prout, 1916) Amazônia
- Macrosoma stabilinota (Prout, 1932) Amazônia
- Macrosoma muscerdata (C. Felder & Rogenhofer, 1875) Costa Rica à Amazônia
- Macrosoma costilunata (Prout, 1916) Costa Rica ao Equador
- Macrosoma albistria (Prout, 1916) sul do Peru
- Macrosoma satellitiata (Guenée, 1858) América Central até SE Brasil
- Macrosoma uniformis (W. Warren, 1904) Equador, Peru e Brasil
- Macrosoma cascaria (Schaus, 1901) México à Venezuela
- Macrosoma albifascia (W. Warren, 1904) Equador, Peru, Bolívia e Brasil
- Macrosoma intermedia (Dognin, 1911) Costa Rica ao Peru
- Macrosoma biapicata (Prout, 1917) Peru
- Macrosoma bahiata (C. Felder & Rogenhofer, 1875) América Central? para o Brasil
- Macrosoma majormacula Lévêque, 2007 Costa Rica à Amazônia
- Macrosoma lucivittata (Walker, 1863) América Central ao Brasil
- Macrosoma paularia (Schaus, 1901) Bolívia, C & SE Brasil
- Macrosoma klagesi (Prout, 1916) Amazônia
- Macrosoma nigrimacula (W. Warren, 1897) Amazônia
- Macrosoma interrupta (W. Warren, 1904) América Central ao Equador
- Macrosoma cellulata (Dognin, 1911) Equador e Peru
- Macrosoma conifera (W. Warren, 1897) América Central à Amazônia
- Macrosoma zikani (Prout, 1932) SE Brasil
- Macrosoma hedylaria (W. Warren, 1894) SE & S Brasil
- Macrosoma hyacinthina (W. Warren, 1905) América Central ao Equador

## Habitat e hábitos
Borboletas Hedylidae podem ser coletadas em dossel florestal com armadilhas de luz. São dotadas de órgãos auditivos especializados na base de suas asas anteriores, usados para detectar os chamados ultrassonográficos dos morcegos, seus predadores naturais.